# 衛颯
卫飒（?—?），字子产。河内郡脩武县（今河南省获嘉县）人。东汉官员。
卫飒出身贫寒，好学，随老师学习无粮，常佣工自给。王莽时，仕郡历官州宰。
建武二年（26年），大司徒邓禹征召为吏。能处理复杂事务，担任侍御史，襄城令。有政绩，转任桂阳太守。桂阳郡与交州接境，受风俗影响，民性慓悍。飒下车，兴建学校，设婚丧之礼，移风易俗，传播中原先进文化。一年之间，民俗为之一变。
含洭县、浈阳县、曲江县三县，是汉武帝平定，内属桂阳郡。在深山之中，交通极为不便。每一吏出，徭及数家，百姓苦之。凿通山道五百余里，置亭传、邮驿、省息劳役，便利吏民往来。耒阳县出铁石，很多人私自冶铸，招来亡命，多有奸盗。卫飒奏请设立铁官，禁止私铸，每年增加收入五百余万。卫飒整饬吏治，抚恤百姓，流民争归，为官十年，郡内大治。
建武二十五年（49年），征还。汉光武帝想以他为少府，卫飒得病，不能就任，于是以桂阳太守回家乡，两年后，抱病到京，自陈病重，收回印绶，赐钱十万，后在家中去世。《隋书·经籍志》记载卫飒撰《史要》十卷，约《史记》要言以类相从。《隋书经籍志考证》，称《唐志》作《史记要传》。

## 延伸阅读
[在维基数据编辑]
 《後漢書/卷76》，出自范晔《後漢書》
 《東觀漢記》